# Glasbrechzange
Die Glasbrechzange gehört zu den Glaserzangen und wird im Glaserhandwerk zum Brechen von Flachglas nach dem Ritzen verwendet. Das abzutrennende Material wird vom Gutstück mit diesem Werkzeug abgebrochen. Es werden hierbei kleinere Abschnitte abgebrochen und nicht zerbrochen. Das jeweils abgetrennte Material ist mehr, als mit dem Einsatz der Kröselzange zu erreichen. Die Zange gleicht einer Flachzange aus dem metallverarbeitenden Handwerk, wobei das Zangenmaul der Glasstärke angepasst ist. Die Zangengriffe werden in der Neuzeit mit Kunststoff ummantelt. Für einfachen Bruch reichen aber oft die Nuten am Glasschneider.
Alternativ kann eine Dreipunktzange verwendet werden.